# Jelisaweta Wladimirowna Koslowa

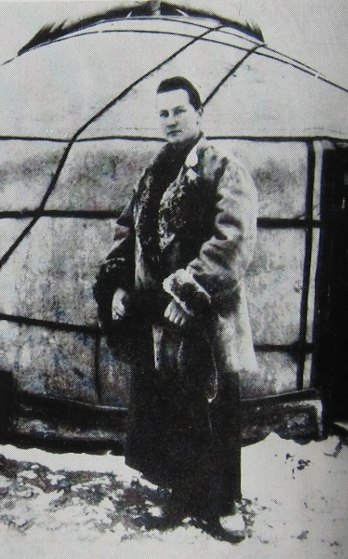
Jelisaweta Wladimirowna Koslowa (1923)

Jelisaweta Wladimirowna Koslowa (Transliteration Elizabeta Vladimirovna Kozlova, russisch Елизавета Владимировна Козлова, geboren 19. August 1892 in Krasnoje Selo; gestorben 10. Februar 1975 in Leningrad) war eine russische Avifaunistin und Zoogeografin, die insbesondere die Vogelwelt von Transbaikalien, der Mongolei, Tibets und der Wüsten, Steppen und Gebirge von Mittel- und Zentralasien erforscht hat. Sie hat von 1922 bis 1973 am Zoologischen Institut der Russischen Akademie der Wissenschaften in  Leningrad gearbeitet und ihre Forschungsergebnisse auf Russisch, Englisch und Deutsch publiziert.

## Leben
Elizabeta V. Kozlova wuchs nahe St. Petersburg in dörflicher Umgebung auf und begann schon als Kind, Vögel zu bestimmen. Die Familie gehörte dem niederen Adel an und sorgte für eine gute häusliche Ausbildung (drei Fremdsprachen, mehrere Musikinstrumente, Philosophie, Literatur und Geschichte). Sie machte in St. Petersburg das Abitur und begann ein naturwissenschaftlich-historisch ausgerichtetes Studium.
Durch die Ehe mit Pjotr Kusmitsch Koslow, einem Biologen, Geografen und Erforscher der Mongolei, Tibets, West- und Nordchinas, besuchte sie mehrfach die östlichen Regionen der Sowjetunion und angrenzender Staaten. Den 1. Weltkrieg und die russische Revolution hat das Ehepaar Kozlov auf dem Land überstanden. Zwischenzeitlich arbeitete sie als Lehrerin in der Region von Nowgorod.
Ab 1931 war sie wissenschaftliche Mitarbeiterin der ornithologischen Abteilung des Zoologischen Instituts der Russischen Akademie der Wissenschaften. Wenig später begleitete sie die dreijährige mongolische Expedition der Russischen Geografischen Gesellschaft (1923–1926) und publizierte danach in Monografien und Sammelbänden mehrfach über die Systematik und Ökologie zentralasiatischer Vögel. Für ihre bedeutenden Forschungsergebnisse wurde sie 1934 promoviert und in den 1960er Jahren habilitiert.
Im 2. Weltkrieg wurde das Zoologische Institut der Akademie der Wissenschaften nach Duschanbe (Tadschikistan) evakuiert und mit ihm Elizabeta V. Kozlova. Zurück in Leningrad arbeitete sie dort bis 1974 im Zoologischen Institut der russischen Akademie der Wissenschaften. Sie starb ein Jahr später mit 83 Jahren.

## Wirken
Bekannt ist Elizabeta V. Kozlova für die Monografie der Vögel im Gebiet der südöstlichen Sowjetunion, der Mongolei und angrenzender Gebiete. Da ihre Ergebnisse auch in der englischsprachigen ornithologischen Zeitschrift Ibis erschienen, wurden Einzelheiten der zentralasiatischen Avifauna weltweit bekannt.
Außerdem erfasste sie den Vogelzug an der Küste des Kaspischen Meeres in Aserbaidschan. Sie publizierte über das isolierte Vorkommen des Gartenbaumläufers im Westkaukasus, die Biologie des Fasans und Überlegungen zur Evolution des Blaukehlchens. Posthum erschien von ihr eine Publikation über die Lerchen, insbesondere der Ohrenlerche.
Nach 1945 war sie als Mitarbeiterin und Autorin an verschiedenen Sammelbänden über die Fauna der Sowjetunion beteiligt. Sie gilt in „ornithologischen Wissenschaftskreisen Ost- und Mitteleuropas durch ihre Arbeiten nach 1945 als Begründerin der morpho-biologischen Methode und Analyse bei der Abfassung regionaler Avifaunen“.
Auf Grund ihrer Verdienste wurde Elizabeta V. Kozlova zum Mitglied der Ornithologischen Gesellschaft der USA (1963), Deutschlands (1969) und Englands (1971) gewählt.

## Schriften (Auswahl)
- A. I. Ivanova, E. V. Kozlova, L. A. Portenko, A. J. Tugarinov: Die Vögel der UdSSR. Bd. 1, Leningrad 1951.
- A. I. Ivanova, E. V. Kozlova, L. A. Portenko, A. J. Tugarinov: Die Vögel der UdSSR. Bd. 2, Leningrad 1953.